# Lymexylon navale
Lymexylon navale (Linné, 1759) è un coleottero saproxilofago appartenente alla famiglia Lymexylidae. Infesta generalmente legno morto o in opera di querce, faggio e castagno. Un tempo si moltiplicava molto spesso nel legname destinato alla costruzione delle navi causando molti danni, da qui il nome scientifico di questo insetto. 

## Morfologia
L'adulto si presenta di forma allungata (circa 7-13 mm di lunghezza) e sottile, è dotato di antenne composte di 11 articoli e di ali membranose. Le elitre sono più corte dell'addome e sono brune nel maschio e giallastre nella femmina. Il maschio presenta inoltre palpi mascellari tipicamente ipertrofici dotati di prolungamenti a ventaglio.
Le larve di L. navale sono cilindriche, allungate (circa 12-15 mm di lunghezza) e dotate di corte zampe. Presentano un pronoto molto sviluppato che ricopre il capo.

## Ecologia
Questi coleotteri depongono le uova, ricoperte di spore fungine, in crepe e fessure del legno. Dopo la schiusa le larve rimangono per un po' di tempo vicino al corion dell'uovo, questo comporta che le spore fungine di cui esso era ricoperto si fissino alla loro cuticola. Le larve cominciano poi a scavare nel legno delle gallerie, contaminandone contemporaneamente le pareti con le spore. Da esse origina il micelio fungino, fonte di nutrimento per le larve di L. navale.
Una volta completato il loro ciclo di sviluppo, le larve si impupano sotto la superficie del legno infestato, dalla pupa fuoriesce l'adulto, che esce dal legno attraverso un foro di sfarfallamento. Maschi e femmine si accoppiano per dare luogo ad nuovo ciclo vitale.

## Distribuzione
L'insetto è diffuso in gran parte dell'Europa.

## Metodi di lotta
Il metodo di lotta attualmente più efficace nei confronti di questi insetti saproxilofagi, è rappresentato dal trattamento con le microonde.